# آکادمی مبارزه با تروریسم
آکادمی مبارزه با تروریسم (انگلیسی: National Counter Terrorism Academy) (NCTA) یک مرکز آموزشی برای مأمورین ایالتی و مجریان محلی اجرای قانون در ایالات متحده آمریکا است. محل فعالیت آکادمی در مرکز آموزشی آمنسان(Ahmanson) مربوط به اداره پلیس لس‌آنجلس در نزدیکی فرودگاه بین‌المللی لس آنجلس می‌باشد.

## تأسیس
ویلیام براتون، رئیس اداره پلیس لس آنجلس، در سال ۲۰۰۸ با همکاری مرکز پلیس مقابله با تروریسم، آکادمی را تأسیس کرد. در شروع کار محل آکادمی در ساختمان آجری شامل قسمت‌های زیر بود: محل مجازی یا آنلاین، یک آموزشگاه، یک کتابخانه دیجیتال؛ و تیم‌های آموزشی متحرک.

## برنامه درسی
دوره پنج ماهه آکادمی با هدف آموزش کارآموزان، برای چگونگی تشخیص سلول‌های تروریستی و ایجاد شبکه‌های هوشمند منطقه ای می‌باشد. سرتیترهای آموزش عبارتند از:
- رادیکالیزاسیون پرورش یافته محلی
- روش‌های مقابله مالی با تروریسم
- مطالعه مواردی از طرح‌های مهم تروریستی
- ریشه‌های تاریخی تروریسم
- افراط گرایی مذهبی
- گروه‌های تروریستی داخلی
- تکامل القاعده
- تکنیک‌های مصاحبه با حساسیت فرهنگی

## فلسفه
آکادمی بر اساس پیشرفت تئوری مراقبت اطلاعاتی پلیس عمل می‌کند. این دکترین باعث جلوگیری از تاکتیک‌های ضد تروریستی اسرائیل که با نظریه پنجره شکسته اعمال می‌شد، می‌شود که توسط جرج ال کلینگ و جیمز کی. ویلسون، دانشمند علوم اجتماعی ارائه شده است.